# Планол (Болцано)
Планол је насеље у Италији у округу Болцано, региону Трентино-Јужни Тирол.
Према процени из 2011. у насељу је живело 196 становника. Насеље се налази на надморској висини од 1595 м.